# Найленд (Каліфорнія)
Найленд (англ. Niland) — переписна місцевість (CDP) в США, в окрузі Імперіал штату Каліфорнія. Населення — 756 осіб (2020).

## Географія
Найленд розташований за координатами 33°14′19″ пн. ш. 115°30′52″ зх. д. / 33.23861° пн. ш. 115.51444° зх. д. (33.238708, -115.514440).  За даними Бюро перепису населення США в 2010 році переписна місцевість мала площу 1,04 км², уся площа — суходіл.

### Клімат
| Клімат : Найленд         | Клімат : Найленд | Клімат : Найленд | Клімат : Найленд | Клімат : Найленд | Клімат : Найленд | Клімат : Найленд | Клімат : Найленд | Клімат : Найленд | Клімат : Найленд | Клімат : Найленд | Клімат : Найленд | Клімат : Найленд | Клімат : Найленд |
| Показник                 | Січ.             | Лют.             | Бер.             | Квіт.            | Трав.            | Черв.            | Лип.             | Серп.            | Вер.             | Жовт.            | Лист.            | Груд.            | Рік              |
| Абсолютний максимум, °C  | 31,7             | 36,1             | 40,0             | 42,2             | 46,7             | 49,4             | 50,0             | 48,9             | 49,4             | 43,9             | 37,8             | 33,9             | 50,0             |
| Середній максимум, °C    | 21,7             | 23,3             | 26,7             | 30,0             | 35,0             | 39,4             | 41,7             | 41,7             | 38,9             | 32,8             | 26,1             | 21,1             | 31,6             |
| Середня температура, °C  | 13,3             | 15,0             | 18,1             | 21,1             | 25,3             | 29,4             | 32,8             | 33,3             | 30,0             | 23,9             | 17,5             | 12,8             | 22,7             |
| Середній мінімум, °C     | 5,0              | 6,7              | 9,4              | 12,2             | 15,6             | 19,4             | 23,9             | 25,0             | 21,1             | 15,0             | 8,9              | 4,4              | 13,9             |
| Абсолютний мінімум, °C   | −7,2             | −3,9             | −2,2             | 1,7              | 4,4              | −2,8             | 12,8             | 15,0             | 10,0             | −1,1             | −11,7            | −5,6             | −11,7            |
| Норма опадів, мм         | 12               | 14               | 8                | 1                | 1                | 0                | 2                | 5                | 4                | 6                | 5                | 12               | 70               |
| ------------------------ | ---------------- | ---------------- | ---------------- | ---------------- | ---------------- | ---------------- | ---------------- | ---------------- | ---------------- | ---------------- | ---------------- | ---------------- | ---------------- |
| Джерело: Weather Channel |                  |                  |                  |                  |                  |                  |                  |                  |                  |                  |                  |                  |                  |

## Демографія
Згідно з переписом 2010 року, у переписній місцевості мешкало 1006 осіб у 367 домогосподарствах у складі 256 родин. Густота населення становила 967 осіб/км².  Було 489 помешкань (470/км²).
Расовий склад населення:
| - 53,6 % — білих - 3,6 % — чорних або афроамериканців - 3,6 % — азіатів - 2,0 % — корінних американців - 31,3 % — осіб інших рас |

До двох чи більше рас належало 6,0 %. Частка іспаномовних становила 61,4 % від усіх жителів.
За віковим діапазоном населення розподілялося таким чином: 24,7 % — особи молодші 18 років, 59,4 % — особи у віці 18—64 років, 15,9 % — особи у віці 65 років та старші. Медіана віку мешканця становила 39,6 року. На 100 осіб жіночої статі у переписній місцевості припадало 96,9 чоловіків;  на 100 жінок у віці від 18 років та старших — 94,4 чоловіків також старших 18 років.
Середній дохід на одне домашнє господарство  становив 41 425 доларів США (медіана — 19 653), а середній дохід на одну сім'ю — 46 890 доларів (медіана — 28 715). За межею бідності перебувало 34,3 % осіб, у тому числі 17,3 % дітей у віці до 18 років та 41,6 % осіб у віці 65 років та старших.
Цивільне працевлаштоване населення становило 313 особи. Основні галузі зайнятості: освіта, охорона здоров'я та соціальна допомога — 31,9 %, роздрібна торгівля — 25,9 %, сільське господарство, лісництво, риболовля — 19,8 %.